# 李安俨
李安俨（590年—643年），唐朝顿丘人。唐朝初年官员。
本来是隐太子李建成的属官，他的妻子郑氏与李建成太子妃郑观音为姐妹或同族。李建成在玄武门之变败亡后，李安俨为李建成拼死搏斗，唐太宗认为他非常忠诚，所以特别信任他，命他掌管宿卫，封左屯卫中郎将。魏徵去世之前，唐太宗命令李安俨住在魏徵家，及时报告魏徵的病情。太子李承乾用重礼贿赂侯君集及李安俨，让他们刺探太宗的心思，李承乾谋反事情暴露，李安俨和侯君集、赵节、杜荷都被处死，李安俨的父亲九十多岁了，唐太宗赐予奴婢赡养他。